# دايفيد هيرن (راكب الكنو)
دايفيد هيرن (بالإنجليزية: David Hearn)‏ هو راكب الكنو أمريكي، ولد في 17 أبريل 1959 في بيثيسدا في الولايات المتحدة.

## وصلات خارجية
- دايفيد هيرن على موقع أوليمبيديا (الإنجليزية)
- دايفيد هيرن على موقع اللجنة الأولمبية والبارالمبية الأمريكية (الإنجليزية)